# Aigua de mar (llibre)
Aigua de mar és un recull de narracions de tema mariner de Josep Pla publicat el 1966 com a segon volum de l'Obra Completa. Es compon de deu narracions de joventut amb un alt caràcter autobiogràfic i articulista, considerades el nucli essencial de les seves narracions marineres.

## Història
Les cinc primers narracions, «Bodegó amb peixos», «Un viatge frustrat», «Derelictes», «Un de Begur» i «El coral i els coralers», eren inclosos al llibre Aigua salada, publicat el 1956 per l'Editorial Selecta. Els quatre següents, «Pa i raïm», «Contraban», «En mar» i «Anàlisis d'uns naufragis», formaven l'obra Mar de Mestral (1956).
Tanmateix, aquestes narracions ja havien estat incloses anteriorment a altres reculls: «Bodegó amb peixos» i «Un viatge frustrat» formava part de Bodegó amb peixos (1950); «Derelictes» estava inclòs a Vent de garbí (1952); «Un de Begur», a Coses vistes (1949); «El coral i els coralers», a Contraban (1954); «Pa i raïm», a Pa i raïm (1951); «Contraban», a Contraban i «En mar» estava inclòs a Vent de garbí.
El 1980 Edicions 62 publicà Contraban i altres narracions (dins la col·lecció Les millors obres de la literatura catalana) amb alguns relats d'Aigua de mar («Un de Begur», «Pa i raïm» i «Contraban») i dos més de La vida amarga («Una aventura al Canal» i «Pensió a Cambridge Street»). El 2009 va sortir a la venda una nova edició del relat «Contraban» amb lletra gran de manera que la lectura fos accessible a totes aquelles persones que tenen dificultats per llegir la tipografia convencional per motius diversos. El 2011 la mateix editorial publicà una tria de les narracions de Josep Pla presents a Aigua de mar que inclou «Bodegó amb peixos», «Un viatge frustrat», «Un de Begur», «Pa i raïm», «Contraban» i «En mar».

## Narracions
1. «Bodegó amb peixos»

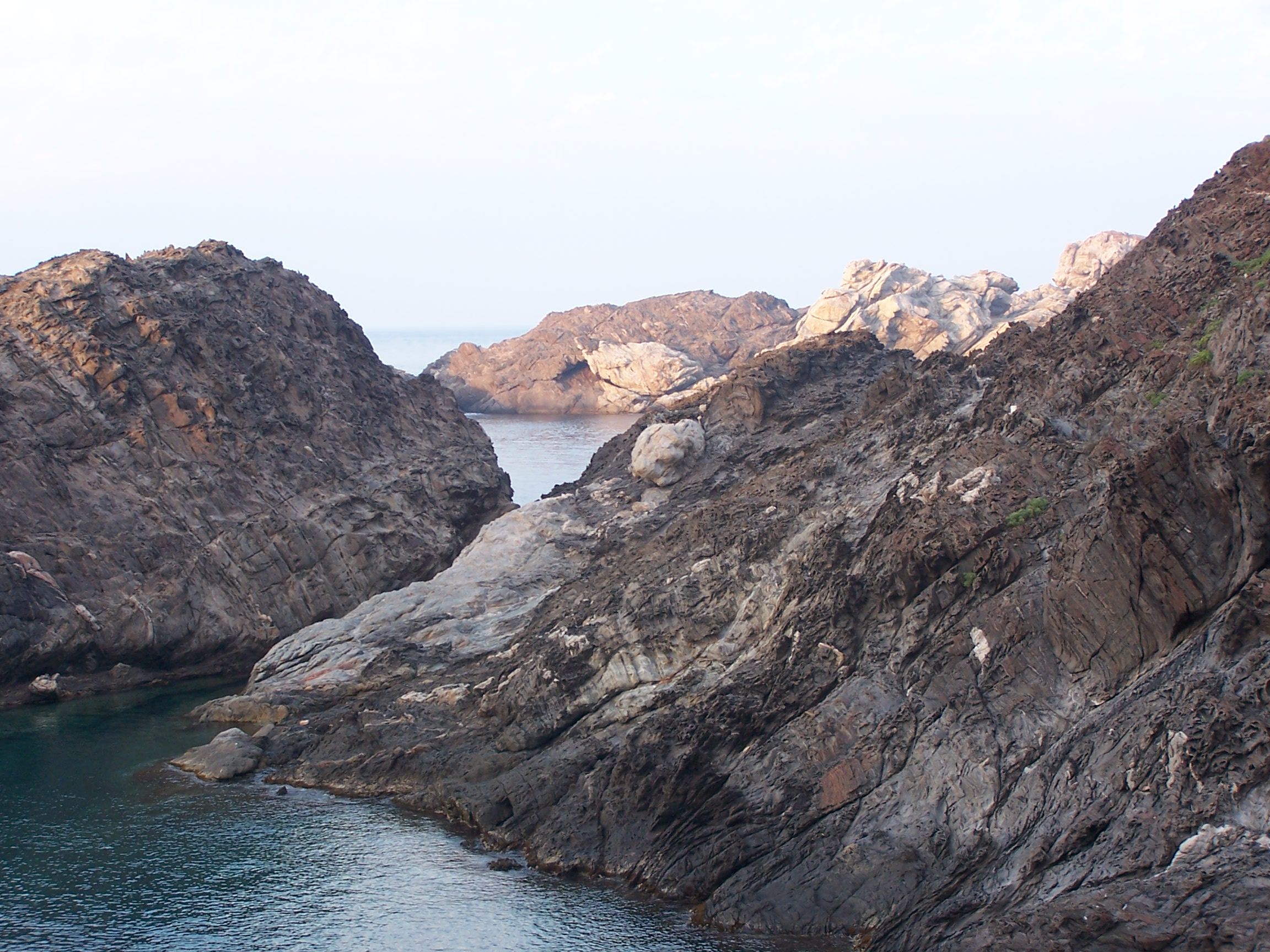
Molts dels relats tenen com a escenari el cap de Creus

2. «Un viatge frustrat»: relat amb un alt contingut autobiogràfic en forma de dietari d'un viatge per les costes de l'Empordà en un gussi l'estiu de 1918.[5]
3. «Derelictes»
4. «Un de Begur»: un pescador (que alhora és caçador furtiu i contrabandista, entre altres) és contractat per un submarí alemany per fer pràctiques a la costa.[6]
5. «El coral i els coralers»
6. «Pa i raïm»: narra la història de dos contrabandistes enfrontats i la relació que l'autor manté amb ells.[6]
7. «Contraban»: descriu detalladament un viatge de Josep Pla entre Cadaqués i Rosselló en un vaixell menat per contrabandistes.[6]
8. «En mar»
9. «Anàlisis d'uns naufragis»
10. «Navegació d'estiu»

## Traduccions
El 2010 l'editorial parisenca Autrement va publicar en francès la narració «Pa i raïm», inclosa dins aquest volum de l'Obra Completa de Josep Pla, sota el títol Pain et Raisin. El desembre de 2012 la traductora Jaroslava Marešová va publicar la traducció al txec d'un fragment d'«En mar».